# Reliance Industries
Reliance Industries, «Релаенс индастрис» — индийская компания, крупнейший холдинг страны. Штаб-квартира компании расположена в Нави Мумбаи, городе-спутнике Мумбаи. Reliance владеет предприятиями, занимающимися энергетикой, нефтехимией, текстилем, природными ресурсами, розничной торговлей и телекоммуникациями по всей Индии. Reliance является одной из самых прибыльных компаний во всей Индии и имеет одну из самых высоких рыночных капитализаций в стране. Reliance является крупнейшей негосударственной компанией Индии.
В списке крупнейших компаний мира Forbes Global 2000 за 2022 год заняла 53-е место (102-е по размеру выручки, 122-е по чистой прибыли, 218-е по активам и 39-е по рыночной капитализации).
Компания Reliance продолжает оставаться крупнейшим экспортером Индии, на её долю приходится 8 % общего экспорта товаров Индии, а продукция компании поставляется на рынки 108 стран в мире. На долю Reliance приходится почти 5 % от общего дохода правительства Индии от таможенных и акцизных сборов

## История
В 1958 году Дхирубхаем Амбани основал Reliance Commercial Corporation, занимавшуюся торговлей специями и полиэстерным волокном. В 1966 году он открыл текстильную фабрику и создал на её основе компанию Reliance Textiles and Engineers. Из-за проблем с получением кредитов в национализированных индийских банках для получения средств на расширение бизнеса в 1977 году акции компании были размещены на бирже. Деятельность компании была расширена на смежные отрасли, и в 1985 году её название было изменено на Reliance Industries Ltd. В начале 1990-х годов компания вышла на рынок нефтепродуктов после ввода в эксплуатацию Хазирского нефтеперерабатывающего завода (штат Гуджарат). В 1995—1996 гг компания вышла на рынок телекоммуникационных услуг, создав совместное предприятие с американской компанией NYNEX. В 1999 году в эксплуатацию вводится нефтеперерабатывающий завод в Джамнагаре, ставший крупнейшим НПЗ в мире.
В 2001 году Reliance Industries Ltd. и Reliance Petroleum Ltd. стали двумя крупнейшими компаниями Индии по всем основным финансовым параметрам. В 2001—2002 годах Reliance Petroleum была объединена с Reliance Industries.
В 2002 году компания Reliance объявила об открытии крупнейшего в Индии месторождения газа (в бассейне Кришна Годавари у берегов штата Андхра-Прадеш). Объём природного газа нового месторождения превышал 200 млрд м³, добыча началась в 2009 году.
В 2002-03 годах RIL приобрела контрольный пакет акций индийской Petrochemicals Corporation Ltd. (IPCL), второй по величине индийской нефтехимической компании у правительства Индии. Позже, в 2008 году, IPCL была объединена с RIL. В 2005 году был куплен крупнейший в Европе производитель полиэстера Trevira GmbH (Германия).
После смерти в 2002 году основателя компании между его наследниками-сыновьями возник конфликт. В 2006 году империя Дхирубхая Амбани была разделена между ними: младшему Анилу Амбани достался медиа-бизнес, телекоммуникации, энергетика и финансы, выделенные в компанию Reliance Anil Dhirubhai Ambani Group, а старшему Мукешу Амбани — нефтегазовый сектор, нефтехимия и текстильное производство, которые были объединены в холдинг Reliance Industries.
В 2006 году Reliance вышла на рынок розничной торговли в Индии с запуском формата розничного магазина под торговой маркой «Reliance Fresh». К концу 2008 года розничная сеть Reliance насчитывала около 600 магазинов в 57 городах Индии. В конце 2000-х годов Reliance Industries направила крупные инвестиции в создание всеиндийской розничной торговой сети Reliance Retail. В 2007 году был куплен контрольный пакет акций Gulf Africa Petroleum Corporation (импорт и торговля нефтепродуктами в Танзании, Кении и Уганде); в 2017 году пакет был продан TotalEnergies.
В ноябре 2009 года стало известно, что Reliance Industries сделала предложение о покупке контрольного пакета акций принадлежавшей Леонарду Блаватнику обанкротившейся химической компании LyondellBasell. Индийская компания, по информации Financial Times, предлагала за контролирующую долю в компании около $10 млрд. Сделка не состоялась.
В 2010 году Reliance вышла на рынок услуг широкополосной связи, купив Infotel Broadband Services Limited, на то время единственного оператора в Индии с сетью 4G.
В феврале 2011 года британская BP объявила о покупке у Reliance Industries 30-процентной доли в 23 углеводородных блоках на шельфе Бенгальского залива за $7,2 млрд и создании совместного предприятия по торговле природным газом в Индии.
В 2017 году RIL создала совместное предприятие с российской компанией СИБУР по производству бутилкаучука на заводе в Джамнагаре, штат Гуджарат, который был введен в эксплуатацию в 2018 году.
В 2017 году была куплена компания Kemrock Industries & Exports, производитель композитных материалов со штаб-квартирой в Вадодаре.

## Собственники и руководство
Основным владельцем компании (около 40 % акций) является Мукеш Амбани, сын Дхирубхая Амбани, самый богатый человек Индии и десятый в мире (по версии журнала Forbes на 2022 год).
Председатель совета директоров компании и управляющий директор — Мукеш Амбани.

## Деятельность
Основной бизнес компании сконцентрирован в области добычи нефти и газа, а также нефтепереработки (ей принадлежит крупный нефтеперерабатывающий комплекс в Джамнагаре, штат Гуджарат) — этими отраслями занимается дочерняя компания Reliance Petroleum. Помимо этого Reliance Industries владеет крупными нефтехимическими мощностями, а также заметной на индийском рынке розничной сетью (по торговле продуктами, электроникой и мн. др.).
Основные подразделения по состоянию на март 2022 года:
- Oil to Chemicals — нефтепереработка и нефтехимия, 19,3 млн тонн продукции, включая нефтепродукты и полиэстер; также сюда относится Jio-bp (совместное предприятие с BP, сеть зарядных станций для электромобилей); выручка 5 трлн рупий ($66,1 млрд).
- Reliance Retail — розничная торговля электроникой, одеждой, бакалеей (JioMart) и лекарствами, более 15 тыс. магазинов и аптек, выручка 2 трлн рупий ($26,3 млрд).
- Jio Platforms — телекоммуникационные услуги; 410,2 млн абонентов мобильной связи, крупнейший оператор волоконно-оптических сетей в Индии (6 млн домов), выручка 958 млрд рупий ($12,6 млрд).
- Oil and Gas — добыча нефти и газа; выручка 749 млрд рупий ($9,7 млрд).
- Media Business — телеканалалы и потоковое видео, выручка 683 млрд рупий.

|                    | 2012  | 2013  | 2014  | 2015  | 2016  | 2017  | 2018  | 2019  | 2020  | 2021  | 2022  |
| ------------------ | ----- | ----- | ----- | ----- | ----- | ----- | ----- | ----- | ----- | ----- | ----- |
| Оборот             | 3,647 | 4,049 | 4,435 | 3,840 | 3,054 | 3,396 | 4,182 | 5,915 | 6,256 | 5,027 | 7,216 |
| Чистая прибыль     | 0,197 | 0,209 | 0,225 | 0,236 | 0,299 | 0,298 | 0,361 | 0,397 | 0,399 | 0,537 | 0,607 |
| Активы             | 3,272 | 3,624 | 4,288 | 5,045 | 5,990 | 7,068 | 8,163 | 10,02 | 11,66 | 13,21 | 15,00 |
| Собств. капитал    | 1,665 | 1,791 | 1,957 | 2,058 | 2,286 | 2,608 | 2,876 | 3,812 | 4,428 | 6,937 | 7,795 |
| Рын. капитализация | 2,448 | 2,498 | 3,004 | 2,668 | 3,387 | 4,289 | 5,592 | 8,640 | 7,052 | 13,16 | 17,65 |